# Nicolas Roche

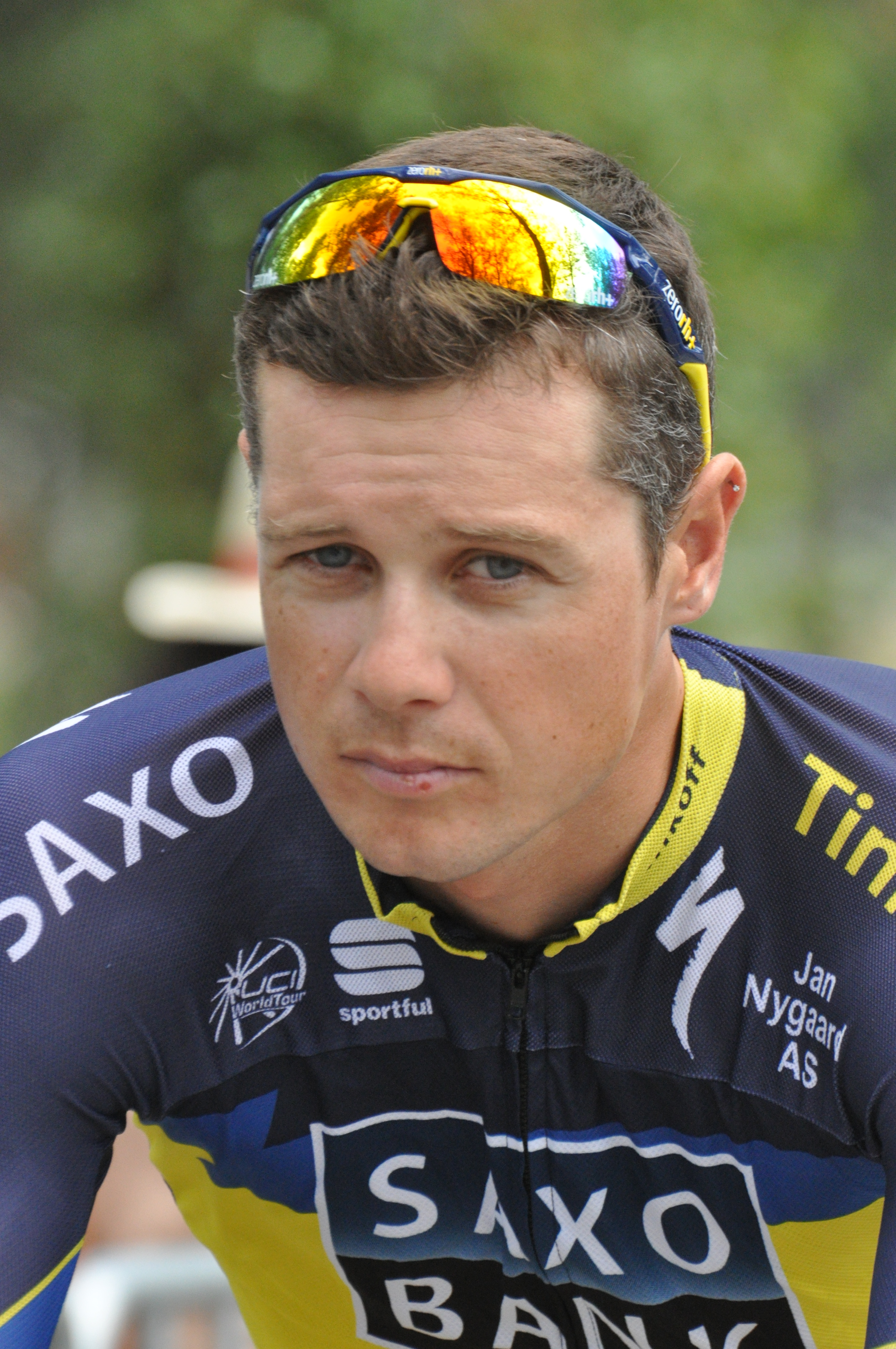
Nicolas Roche (2013)

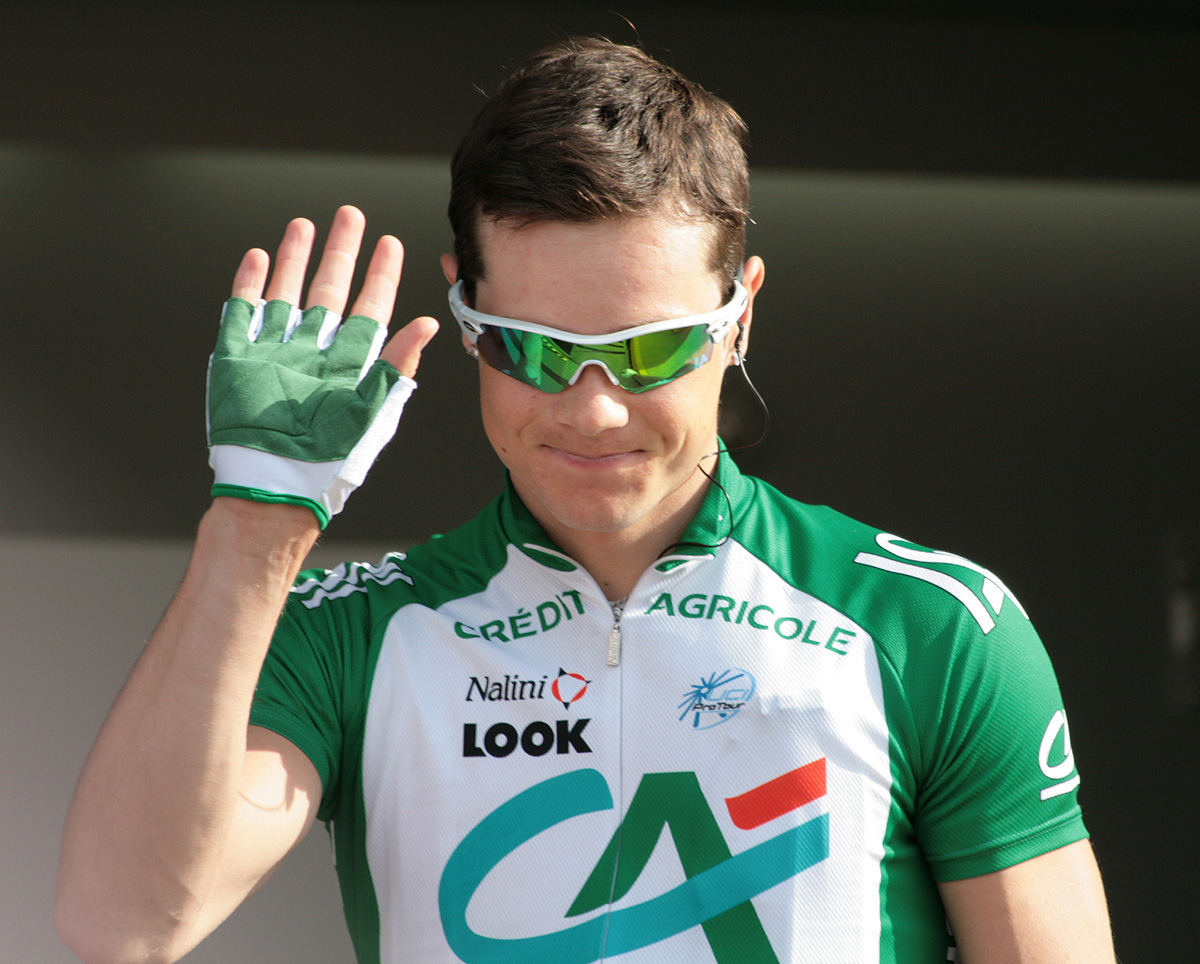
Roche vor dem Start von Lüttich–Bastogne–Lüttich 2008

Nicolas Roche (* 3. Juli 1984 in Conflans-Sainte-Honorine, Frankreich) ist ein ehemaliger irischer Radrennfahrer.

## Familie und Nationalität
Nicolas Roche, dessen Mutter Französin und dessen Vater der ehemalige Straßenrad-Weltmeister und Tour-de-France- sowie Giro-d’Italia-Sieger Stephen Roche ist, wurde in Frankreich geboren und besaß somit neben der irischen auch die französische Staatsbürgerschaft. Er wuchs in der Nähe von Paris auf und spielte zunächst Fußball. Noch ehe die Familie für einige Jahre nach Irland ging, begann er als Jugendlicher mit dem Radsport. Als Junior kehrte er nach Frankreich zurück und zog nach Cannes in die Nähe seiner Mutter.
Nachdem er zuvor sein nach den Regeln des Weltradsportverbands UCI gegebenes Wahlrecht dahingehend ausübte, mit französischer Lizenz zu fahren, musste er sich 2005 auf Grund einer neuen französischen Gesetzgebung für eine der beiden Staatsbürgerschaften entscheiden: Er wählte zunächst die französische, startete jedoch in der Folge mit irischer Lizenz.

## Sportlicher Werdegang

### Junioren
Nicolas Roche konnte bereits bei den Junioren einige Erfolge einfahren; so gewann er 2002, als er für die französische Mannschaft OCCV Draguignan an den Start ging, unter anderem die Gesamtwertung und zwei Etappen der Irland-Rundfahrt (Junioren).

### U23
Während seiner Zeit in der Altersklasse U23, die er vorwiegend in Diensten der bekannten und erfolgreichen französischen Mannschaft VC La Pomme Marseille bestritt, konnte Roche wiederum mit guten Resultaten auf sich aufmerksam machen. Nicht zuletzt sein zweiter Platz in der Gesamtwertung der Tour du Loir-et-Cher sowie sein dritter Rang bei der irischen Meisterschaft im Straßenrennen 2004 brachten ihm ab 1. September desselben Jahres einen Platz im französischen Team Cofidis als Stagiaire ein.

### Profi
Seine erste Saison als Profi bestritt Roche 2005 für Cofidis als einer der jüngsten Fahrer in der UCI ProTour. Ein Jahr später stellten sich dann die ersten Erfolge ein mit einem vierten Platz in der Gesamtwertung beim Etappenrennen Paris–Corrèze sowie dem Gewinn einer Etappe bei der Tour de l’Avenir, welche er ebenfalls als Vierter in der Gesamtwertung beenden konnte.
Im Jahr 2006 wechselte er zu Crédit Agricole, für das er 2007 irischer Meister im Einzelzeitfahren werden konnte. Im Jahr 2008 gelangen Nicolas Roche Etappensiege beim Grand Prix Paredes Rota dos Móveis und der Tour du Limousin.
Zur Saison 2009 wechselte Nicolas Roche zur französischen Mannschaft ag2r-La Mondiale, für die er bis 2012 fuhr. Neben Siegen bei der irischen Straßenmeisterschaft 2009 und einem Etappensieg bei der Tour of Beijing 2011 entwickelte er sich zu einem soliden Fahrer für dreiwöchige Rundfahrten und konnte sich unter anderen bei der Vuelta a España 2010 als Sechster und bei der Tour de France 2012 als Zwölfter der Gesamtwertung platzieren.
Nach vier Jahren bei ag2R wechselte Roche 2013 zum Team Saxo-Tinkoff. Er gewann bei der Vuelta a España 2013 eine Etappe und beendete das Rennen als Gesamtfünfter.
Zur Saison 2015 wechselte er zum Team Sky aus Großbritannien. Bei der Tour de France 2015 war er einer der Helfer des späteren Siegers Chris Froome und wurde am Ende im Gesamtklassement 35. Nach zwei Jahren wechselte er zum BMC Racing Team und im Jahr 2019 zum Team Sunweb, bei dem er nach Ablauf der Saison 2021 seine Laufbahn als Straßenfahrer beendete.

## Gravel
Nach Ende seiner Straßenkarriere begann Roche Gravelrennen und nahm an den Gravel-Weltmeisterschaften 2022 und 2023 teil, die er als 47. bzw. 36. beendete.

## Autobiografie
Für seine 2011 publizierte Autobiografie Inside the Peloton wurde Roche im selben Jahr mit dem Irish Book Award in der Kategorie Sportbuch ausgezeichnet.

## Erfolge
2006
- eine Etappe Tour de l’Avenir

2007
- Irischer Meister – Einzelzeitfahren

2008
- eine Etappe Grand Prix Paredes Rota dos Móveis
- eine Etappe Tour du Limousin

2009
- Irischer Meister – Straßenrennen

2011
- eine Etappe Tour of Beijing

2013
- eine Etappe Vuelta a España

2014
- Gesamtwertung und eine Etappe Route du Sud

2015
- Mannschaftszeitfahren Tour de Romandie
- eine Etappe Vuelta a España

2016
- Irischer Meister – Straßenrennen
- Irischer Meister – Einzelzeitfahren

2017
- Mannschaftszeitfahren Valencia-Rundfahrt
- Irische Meisterschaft – Einzelzeitfahren
- Mannschaftszeitfahren Vuelta a España

## Grand Tours-Platzierungen
| Grand Tour            | 2007 | 2008 | 2009 | 2010 | 2011 | 2012 | 2013 | 2014 | 2015 | 2016 | 2017 | 2018 | 2019 | 2020 | 2021 |
| --------------------- | ---- | ---- | ---- | ---- | ---- | ---- | ---- | ---- | ---- | ---- | ---- | ---- | ---- | ---- | ---- |
| Giro d’ItaliaGiro     | 97   | –    | –    | –    | –    | –    | –    | 30   | –    | 24   | –    | DNF  | –    | –    | 59   |
| Tour de FranceTour    | –    | –    | 22   | 15   | 26   | 12   | 40   | 39   | 35   | –    | 33   | –    | 45   | 64   | –    |
| Vuelta a EspañaVuelta | –    | 13   | –    | 6    | 16   | 12   | 5    | –    | 26   | –    | 14   | 40   | DNF  | –    | –    |